# Rigny-la-Nonneuse
Rigny-la-Nonneuse es una comuna francesa situada en el departamento de Aube, en la región de Gran Este.

## Demografía
| 105 | 87 | 69 | 90 | 96 | 145 | 166 |
| Para los censos de 1962 a 1999 la población legal corresponde a la población sin duplicidades (Fuente: INSEE [Consultar]) |    |    |    |    |     |     |